# Antonio (osebno ime)
Antonio je moško osebno ime.

## Izvor imena
Ime Antonio je različica moškega osebnega imena Anton.

## Pogostost imena
Po podatkih Statističnega urada Republike Slovenije je bilo na dan 31. decembra 2007 v Sloveniji število moških oseb z imenom Antonio: 147.

## Osebni praznik
Osebe z imenom Antonio lahko godujejo takrat kot osebe z imenom Anton.